# Jantar Mantar
El Jantar Mantar es uno de los cinco observatorios astronómicos construidos en la India por el maharajá Jai Singh en 1728, quien además de guerrero era conocido por su afición a la astronomía.
Está considerado un monumento protegido estatal (State Protected Monument, n.º ref S-RJ-92) y el 31 de julio de 2010 fue inscrito como Patrimonio de la Humanidad por la Unesco.
Ubicado en Jaipur, consiste en una colección de monumentos escultóricos, cuyas formas permitían el estudio de la evolución de las sombras producidas por el sol. El más impresionante es una estructura de 27 m de alto cuya sombra se mueve a  razón de 4 metros por hora.

## Galería

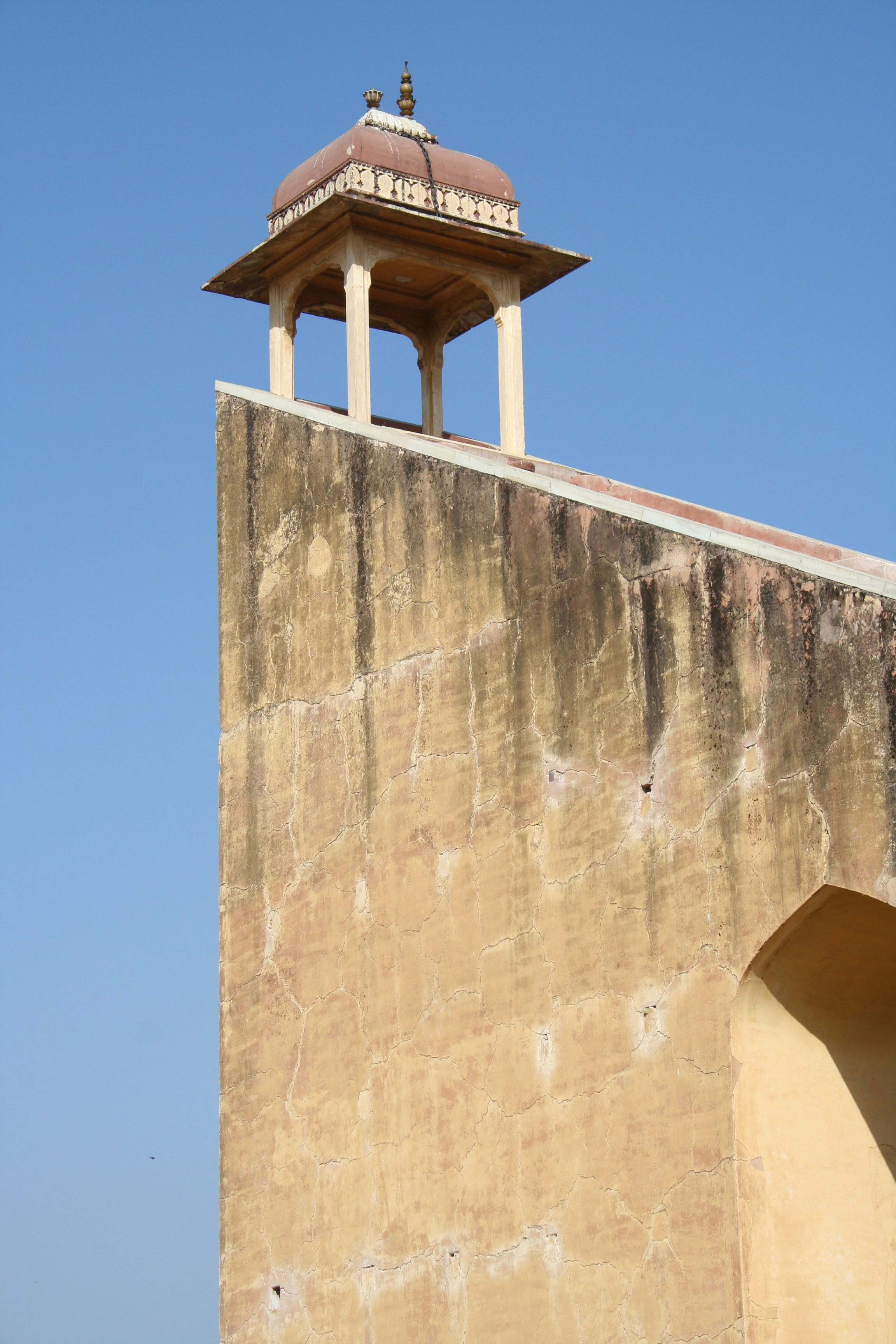
Detalle del observatorio solar.
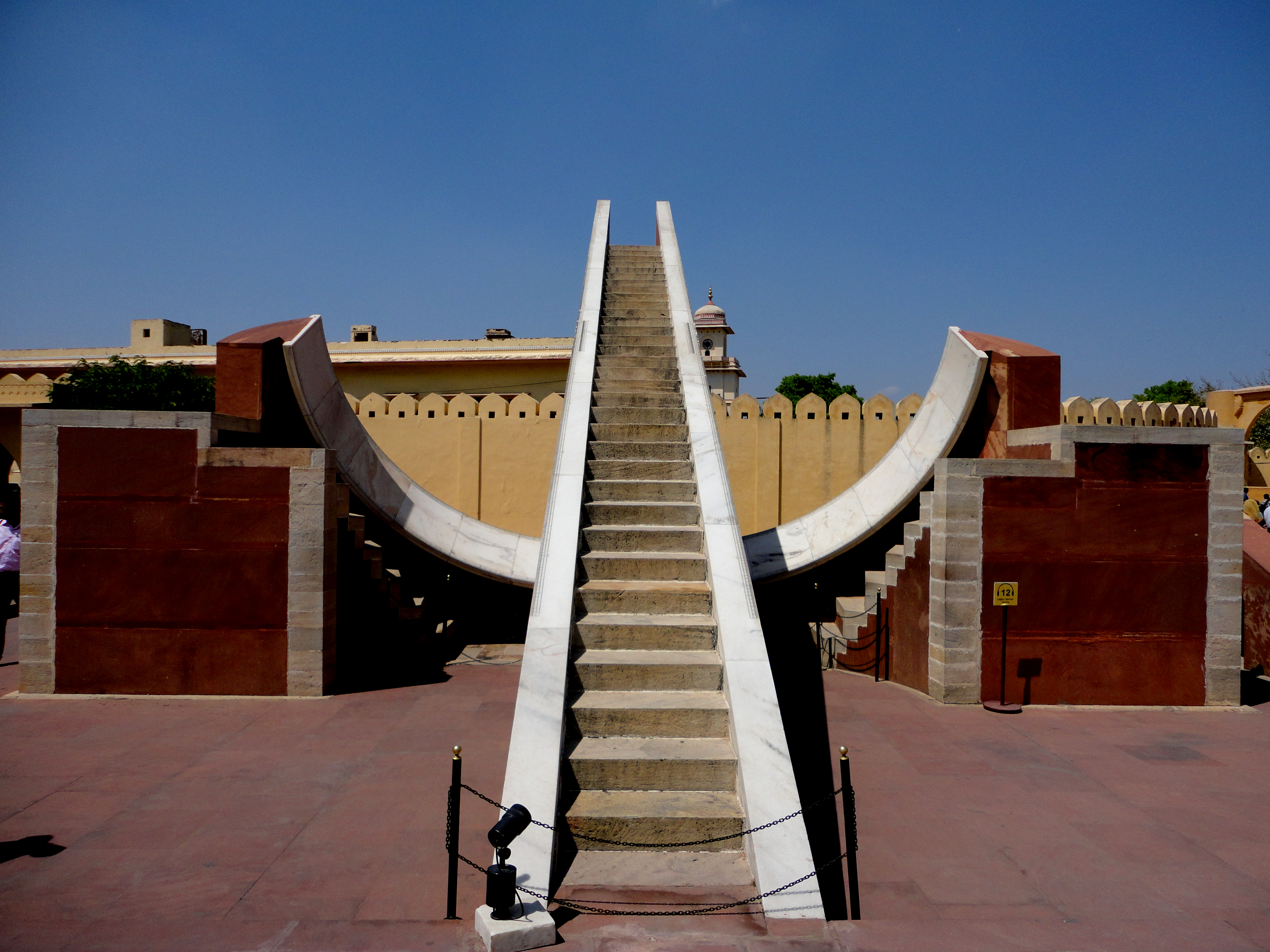
Otra vista del observatorio.